# Ljudmila Wassiljewna Konowalowa
Ljudmila Wassiljewna Konowalowa (russisch Людмила Васильевна Коновалова, englisch Lyudmila Konovalova; * 7. Januar 1968 in Swerdlowsk, Russische SFSR, Sowjetunion) ist eine ehemalige sowjetische und russische Basketballspielerin.
Die seit 1984 für die sowjetische Jugendmannschaft spielende Konowalowa gewann 1984 in Italien und 1985 in Jugoslawien die Junioreneuropameisterschaft (U-16) und 1986 in Italien die Junioreneuropameisterschaft (U-18).
1989 wurde sie mit dem Verein ZSKA Moskau sowjetische Meisterin und 1992, 1993, 1994, 1995, 1996, 1997 russische Meisterin.
Bei den Olympischen Spielen 1996 in Atlanta belegte sie mit dem russischen Team den 5. Platz und bei der Europameisterschaft 1997 in Ungarn den 6. Platz.